# 田中照三
田中 照三（たなか てるぞう、本名：田中輝夫、1913年12月26日 - 2006年9月7日）は、日本の舞台美術家。弟は第一回「安井賞」作家・洋画家の田中岑。

## 来歴・人物
- 香川県三豊郡和田村（現・観音寺市豊浜町）に生まれる。
- 香川県立三豊中学校（現・香川県立観音寺第一高等学校）卒業。
- 1934年3月 - 京都高等工芸学校（現・京都工芸繊維大学）卒業。
- 1934年4月 - 阪急電鉄に入社、宝塚劇場課勤務。舞台背景・美術デザイン担当。田中良、荒島鶴吉に師事。
- 1941年7月 - 応召
- 1945年10月 - 除隊復員、現職復帰
- 1950年 - 電鉄本社宣伝課に転勤
- 1951年 - 大阪を中心に舞台活動、諸劇団の舞台美術担当。
- 1962年 - 浪速短期大学講師
- 1966年 - 日本舞台テレビ美術家協会常任理事・関西支部長
- 1971年 - 大阪芸術大学放送学科講師
- 1975年 - 大阪芸術大学舞台芸術学科専任教授
- その間、株式会社つむら工芸顧問、訪中友好新劇代表として訪中、日中友好話劇人社訪中団・崑劇観劇訪中団・雲南省観劇訪中団団長を務める。
- 1982年 - 日本舞台美術家協会「第10回伊藤熹朔賞」を「阿Q正伝」で受賞。
- 2006年9月7日 - 死去
- 2017年大阪大学総合学術博物館で「第10回特別展演じる私たち～戦後20年関西「新劇」の軌跡～」で12月9日より「関西新劇の二人の舞台美術家ー田中照三と板坂晋治」が開催された[1]。

## 作品歴
- 宝塚歌劇団「アメリカン・ラプソデー（英語版）」
- 関西歌劇団「カルメン」
- 青猫座「双頭の鷲」
- 劇団道化座「オセロ」
- 劇団アカデミー「森は生きている」
- 劇団かもめ座「毒薬と老女」
- 制作座「罪と罰」
- 五月座「あにいもうと」
- 関西新劇場・仮面座「娼婦マヤ」（映画娼婦マヤ（英語版）のもとになった戯曲）
- 劇団明日「地図のない旅」
- 関西芸術座「長い墓標の列」
- 劇団プロメテ「ハムレット」
- 劇団獅子座「葉山一色海岸」
- 劇団潮流「うばすて異聞」
- 日本舞踊アカデミー「河内風土記」
- 話劇人社公演「阿Q正伝」
- 合同公演「破壊」
- 香川県芸術祭参加オペラ「みみなし芳一」
- 岡山市芸術祭オペラ公演
- 大阪万博サンヨー電気館・南洋一コンサート協力 ほか

## 受賞歴
- 大阪府民劇場奨励賞
- 大阪府知事賞
- 伊藤熹朔賞
- 日本芸能実演家団体協議会表彰